# Australian Open de 2019
O Australian Open de 2019 foi um torneio de tênis disputado nas quadras duras do Melbourne Park, em Melbourne, na Austrália, entre 14 e 27 de janeiro. Corresponde à 51ª edição da era aberta e à 107ª de todos os tempos.
Os campeões do ano anterior não conseguiram defender seus títulos. Roger Federer parou na 4ª fase, enquanto Caroline Wozniacki, caiu na rodada anterior. Novak Djokovic conquistou seu terceiro título de Grand Slam seguido, sendo o sétimo troféu em Melbourne, enquanto a jovem Naomi Osaka triunfou pela segunda vez, logo após o êxito no US Open de 2018. Com o resultado, a japonesa se tornou número 1 do mundo; a primeira asiática, em simples, na históra da WTA.
Nas duplas, os franceses Pierre-Hugues Herbert e Nicolas Mahut fecharam o Grand Slam não consecutivo. A australiana Samantha Stosur voltou a conquistar um Grand Slam na terra natal, depois de algum tempo (a primeira e última vez foi em 2005, nas duplas mistas), ao lado da chinesa Zhang Shuai. A tcheca Barbora Krejčíková, número dois do mundo nos pares femininos, e o americano Rajeev Ram levaram, pela primeira vez, o título de duplas mistas.

## Mudança de patrocínios
A Dunlop substituiu a Wilson como fornecedora oficial de bola de tênis para o torneio, em um contrato de cinco anos, iniciado em 2019.
Já a marca de eletrônicos chinesa Hisense deixou de ceder os namings rights à terceira quadra mais importante do torneio. O contrato, que começou em 2008 e iria até 2017, mas foi estendido a 2018, se encerrou no ano passado. Em 2019, a Hisense Arena passa a se chamar Melbourne Arena pelos próximos cinco anos, já que a Tennis Australia é a nova detentora dos direitos de nome do espaço.

## Super tiebreak no set decisivo
A partir da edição de 2019, o Australian Open introduziu uma nova maneira de decidir os sets finais (terceiro set feminino e quinto masculino) em simples. No lugar dos sets longos, agora, após 6 games a 6, a partida será decidida no super tiebreak, de até 10 pontos., o que já valia em duplas. A regra ocorre apenas nos jogos da chave principal.
O primeiro jogo que foi disputado nesse formato foi entre a britânica Katie Boulter e a russa Ekaterina Makarova, na primeira fase da chave feminina.

## Qualificatório
O qualificatório de simples agora possui o mesmo número de competidores nos dois gêneros - 128 -, classificando 16 à chave principal, seguindo o US Open. Anteriormente, a chave feminina tinha apenas 96 jogadoras, com 12 qualificadas.

## Transmissão
Esta é a lista de países e canais designados a transmitir o torneio durante a edição em questão:
Países lusófonos

| País(es)                                                              | Canal(is)            |
| --------------------------------------------------------------------- | -------------------- |
| Angola · Cabo Verde · Guiné-Bissau · Moçambique · São Tomé e Príncipe | SuperSport           |
| Brasil                                                                | ESPN Brasil          |
| Guiné Equatorial ·                                                    | Eurosport SuperSport |
| Macau · Timor-Leste                                                   | Fox Sports           |
| Portugal                                                              | Eurosport            |

Resto do mundo
| País(es) | Canal(is)                                                                                  |
| Países avulsos |                                                                                            |
| Américas | Américas                                                                                   |
| --- | ------------------------------------------------------------------------------------------ |
| Canadá | RDS [en] TSN                                                                               |
| Porto Rico | ESPN International Tennis Channel                                                          |
| Ásia |                                                                                            |
| China | Beijing TV [en] CCTV-5 Fox Sports (Ásia) Great Sports Channel [en] Guangdong TV [en] iQIYI |
| Israel | Eurosport                                                                                  |
| Japão | NHK WOWOW                                                                                  |
| Europa |                                                                                            |
| Áustria | Eurosport ServusTV [en]                                                                    |
| Suíça | Eurosport SRG SSR                                                                          |
| Oceania |                                                                                            |
| Austrália | Nine Network                                                                               |
| Fiji | FBC TV [en]                                                                                |
| Guam | ESPN International Fox Sports Tennis Channel                                               |
| Marianas Setentrionais | Tennis Channel                                                                             |
| Micronésia | ESPN International Fox Sports                                                              |
| Nova Zelândia | Sky [en]                                                                                   |
| Samoa Americana | ESPN Tennis Channel                                                                        |
| Regiões |                                                                                            |
| América Central América do Sul Caribe | ESPN (América Latina)                                                                      |
| Europa | Eurosport                                                                                  |
| Norte da África Oriente Médio | beIN Sports                                                                                |
| Agrupamentos |                                                                                            |
| África |                                                                                            |
| África do Sul · Botswana · Comores · Eritreia · Etiópia · Gabão · Gâmbia · Gana · Guiné · Lesoto · Libéria · Madagascar · Malawi · Maurícia · Mayotte · Namíbia · Nigéria · Quénia · Reunião (departamento) · Santa Helena (território) · Serra Leoa · Seicheles · Socotorá · Eswatini · Tanzânia · Uganda · Zâmbia · Zanzibar · Zimbabwe | SuperSport                                                                                 |
| Benim · Burquina Fasso · Burundi · Camarões · Costa do Marfim · Níger · República Centro-Africana · República Democrática do Congo · Congo · Ruanda · Senegal · Togo | Eurosport SuperSport                                                                       |
| Chade · Djibouti · Mauritânia · Somália · Sudão · Sudão do Sul | beIN Sports SuperSport                                                                     |
| Américas |                                                                                            |
| Estados Unidos · U.S. Ilhas Virgens | ESPN Tennis Channel                                                                        |
| Ásia |                                                                                            |
| Afeganistão · Bangladesh · Butão · Índia · Maldivas · Nepal · Paquistão · Sri Lanka | Sony SIX [en]                                                                              |
| Azerbaijão · Cazaquistão · Quirguistão · Tajiquistão · Turquemenistão · Uzbequistão | Eurosport                                                                                  |
| Brunei · Camboja · Coreia do Norte · Coreia do Sul · Filipinas · Hong Kong · Indonésia · Laos · Malásia · Myanmar · Mongólia · Papua-Nova Guiné · Singapura · Tailândia · Taiwan · Vietname | Fox Sports                                                                                 |
| Oceania |                                                                                            |
| Ilhas Cook · Kiribati · Niue · Samoa · Tokelau · Tonga · Tuvalu | ESPN International                                                                         |
| Ilhas Marshall · Palau · Polinésia Francesa | ESPN                                                                                       |

## Pontuação e premiação

### Distribuição de pontos
ATP e WTA informam suas pontuações em Grand Slam, distintas entre si, em simples e em duplas. A ITF responde exclusivamente pelos juvenis e cadeirantes.
Considerado torneio amistoso, o de duplas mistas não gera pontos.
No juvenil, os simplistas jogam duas fases de qualificatório, mas só os que passam à chave principal pontuam. Em duplas, a pontuação é por jogador. A partir da fase com 16, os competidores recebem pontos adicionais de bônus (os valores da tabela já somam as duas pontuações).

#### Profissional
| Evento            | V    | F    | SF  | QF  | R16 | R32 | R64 | R128 | Q  | Q3 | Q2 | Q1 |
| Simples masculino | 2000 | 1200 | 720 | 360 | 180 | 90  | 45  | 10   | 25 | 16 | 8  | 0  |
| Duplas masculinas | 2000 | 1200 | 720 | 360 | 180 | 90  | 0   | —    | —  | —  | —  | —  |
| Simples feminino  | 2000 | 1300 | 780 | 430 | 240 | 130 | 70  | 10   | 40 | 30 | 20 | 2  |
| Duplas femininas  | 2000 | 1300 | 780 | 430 | 240 | 130 | 10  | —    | —  | —  | —  | —  |

| Evento            | V    | F   | SF  | QF  | R16 | R32 | R64 | Q  | Q2 | Q1 |
| Simples Masculino | 1000 | 600 | 370 | 200 | 100 | 45  | 30* | 20 | 0  | 0  |
| Simples Feminino  | 1000 | 600 | 370 | 200 | 100 | 45  | 30* | 20 | 0  | 0  |
| Duplas Masculinas | 750  | 450 | 275 | 150 | 75  | 0   | —   | —  | —  | —  |
| Duplas Femininas  | 750  | 450 | 275 | 150 | 75  | 0   | —   | —  | —  | —  |

| Evento               | V   | F   | SF/3º lugar | QF/4º lugar |
| Simples              | 800 | 500 | 375         | 100         |
| Simples tetraplégico | 800 | 500 | 375         | 100         |
| Duplas               | 800 | 500 | 100         | —           |
| Duplas tetraplégicas | 800 | 100 | —           | —           |

### Premiação
A premiação geral aumentou 14% em relação a 2018. Os títulos de simples tiveram um acréscimo de A$ 100.000 cada.
O Australian Open passa a possuir o mesmo número de participantes - 128 - nas chaves do qualificatório masculino e feminino, o que só acontecia no US Open. Os valores para duplas são por par. Diferentemente da pontuação, não há recompensa aos vencedores do qualificatório.
Juvenis não são pagos. Outras disputas, como a de cadeirantes, não tiveram os valores detalhados; estão inclusos em "Outros eventos".
| Evento        | V            | F            | SF         | QF         | Últimos 16 | Últimos 32 | Últimos 64 | Últimos 128 | Q3        | Q2        | Q1        |
| Contemplados  | 1            | 1            | 2          | 4          | 8          | 16         | 32         | 64          | 16        | 32        | 64        |
| Simples (2)   | A$ 4.100.000 | A$ 2.050.000 | A$ 920.000 | A$ 460.000 | A$ 260.000 | A$ 155.000 | A$ 105.000 | A$ 75.000   | A$ 40.000 | A$ 25.000 | A$ 15.000 |
| Duplas (2)    | A$ 750.000   | A$ 375.000   | A$ 190.000 | A$ 100.000 | A$ 55.000  | A$ 32.500  | A$ 21.000  | —           | —         | —         | —         |
| Duplas mistas | A$ 185.000   | A$ 95.000    | A$ 47.500  | A$ 23.000  | A$ 11.500  | A$ 5.950   | —          | —           | —         | —         | —         |

Total dos eventos acima: A$ 57.628.200
Outros eventos + per diem (estimado): A$ 4.871.800
Total da premiação: A$ 62.500.000

## Cabeças de chave
Cabeças baseados(as) nos rankings de 7 de janeiro de 2019. Dados de Ranking e Pontos anteriores são de 14 de janeiro de 2019.
A colocação individual nos rankings de duplas masculinas e femininas ajudam a definir os cabeças de chaves nestas categorias e também na de mistas.
Em verde, o(s) cabeça(s) de chave campeão(ões). Em vermelho, o(s) vice-campeão(ões).

### Simples

#### Masculino
| Cabeça | Ranking | Jogador               | Pontos anteriores | Pontos a defender | Pontos conquistados | Nova pontuação | Eliminado na | Eliminado por              |
| ------ | ------- | --------------------- | ----------------- | ----------------- | ------------------- | -------------- | ------------ | -------------------------- |
| 1      | 1       | Novak Djokovic        | 9.135             | 180               | 2.000               | 11.135         | Campeão      | –                          |
| 2      | 2       | Rafael Nadal          | 7.480             | 360               | 1.200               | 8.320          | F            | Novak Djokovic [1]         |
| 3      | 3       | Roger Federer         | 6.420             | 2.000             | 180                 | 4.600          | 4ª fase      | Stefanos Tsitsipas [14]    |
| 4      | 4       | Alexander Zverev      | 6.385             | 90                | 180                 | 6.475          | 4ª fase      | Milos Raonic [16]          |
| 5      | 6       | Kevin Anderson        | 4.810             | 10                | 45                  | 4.845          | 2ª fase      | Frances Tiafoe             |
| 6      | 7       | Marin Čilić           | 4.160             | 1.200             | 180                 | 3.140          | 4ª fase      | Roberto Bautista Agut [22] |
| 7      | 8       | Dominic Thiem         | 4.095             | 180               | 45                  | 3.960          | 2ª fase, ab. | Alexei Popyrin [WC]        |
| 8      | 9       | Kei Nishikori         | 3.750             | 0                 | 360                 | 4.110          | QF, ab.      | Novak Djokovic [1]         |
| 9      | 10      | John Isner            | 3.155             | 10                | 10                  | 3.155          | 1ª fase      | Reilly Opelka              |
| 10     | 11      | Karen Khachanov       | 2.835             | 45                | 90                  | 2.880          | 3ª fase      | Roberto Bautista Agut [22] |
| 11     | 12      | Borna Ćorić           | 2.435             | 10                | 180                 | 2.605          | 4ª fase      | Lucas Pouille [28]         |
| 12     | 13      | Fabio Fognini         | 2.315             | 180               | 90                  | 2.225          | 3ª fase      | Pablo Carreño Busta [23]   |
| 13     | 14      | Kyle Edmund           | 2.150             | 720               | 10                  | 1.440          | 1ª fase      | Tomáš Berdych              |
| 14     | 15      | Stefanos Tsitsipas    | 2.095             | 10                | 720                 | 2.805          | SF           | Rafael Nadal [2]           |
| 15     | 19      | Daniil Medvedev       | 1.865             | 45                | 180                 | 2.000          | 4ª fase      | Novak Djokovic [1]         |
| 16     | 17      | Milos Raonic          | 1.900             | 10                | 360                 | 2.250          | QF           | Lucas Pouille [28]         |
| 17     | 18      | Marco Cecchinato      | 1.889             | (29)†             | 10                  | 1.870          | 1ª fase      | Filip Krajinović           |
| 18     | 16      | Diego Schwartzman     | 1.925             | 180               | 90                  | 1.835          | 3ª fase      | Tomáš Berdych              |
| 19     | 20      | Nikoloz Basilashvili  | 1.820             | 90                | 90                  | 1.820          | 3ª fase      | Stefanos Tsitsipas [14]    |
| 20     | 21      | Grigor Dimitrov       | 1.790             | 360               | 180                 | 1.610          | 4ª fase      | Frances Tiafoe             |
| 21     | 22      | David Goffin          | 1.785             | 45                | 90                  | 1.830          | 3ª fase      | Daniil Medvedev [15]       |
| 22     | 24      | Roberto Bautista Agut | 1.605             | 10                | 360                 | 1.955          | QF           | Stefanos Tsitsipas [14]    |
| 23     | 23      | Pablo Carreño Busta   | 1.705             | 180               | 180                 | 1.705          | 4ª fase      | Kei Nishikori [8]          |
| 24     | 25      | Chung Hyeon           | 1.585             | 720               | 45                  | 910            | 2ª fase      | Pierre-Hugues Herbert      |
| 25     | 27      | Denis Shapovalov      | 1.440             | 45                | 90                  | 1.485          | 3ª fase      | Novak Djokovic [1]         |
| 26     | 28      | Fernando Verdasco     | 1.410             | 45                | 90                  | 1.455          | 3ª fase      | Marin Čilić [6]            |
| 27     | 29      | Alex de Minaur        | 1.353             | 0                 | 90                  | 1.443          | 3ª fase      | Rafael Nadal [2]           |
| 28     | 31      | Lucas Pouille         | 1.245             | 10                | 720                 | 1.955          | SF           | Novak Djokovic [1]         |
| 29     | 30      | Gilles Simon          | 1.280             | 45                | 45                  | 1.280          | 2ª fase      | Alex Bolt [WC]             |
| 30     | 33      | Gaël Monfils          | 1.195             | 45                | 45                  | 1.195          | 2ª fase      | Taylor Fritz               |
| 31     | 34      | Steve Johnson         | 1.190             | 10                | 10                  | 1.190          | 1ª fase      | Andreas Seppi              |
| 32     | 32      | Philipp Kohlschreiber | 1.215             | 10                | 45                  | 1.250          | 2ª fase      | João Sousa                 |

##### Desistências
| Ranking | Jogador               | Pontos anteriores | Pontos a defender | Nova pontuação | Motivo           |
| ------- | --------------------- | ----------------- | ----------------- | -------------- | ---------------- |
| 5       | Juan Martín del Potro | 5.150             | 90                | 5.060          | Lesão no joelho  |
| 26      | Richard Gasquet       | 1.535             | 90                | 1.445          | Lesão na virilha |

#### Feminino
| Cabeça | Ranking | Jogadora             | Pontos anteriores | Pontos a defender | Pontos conquistados | Nova pontuação | Eliminada na | Eliminada por             |
| ------ | ------- | -------------------- | ----------------- | ----------------- | ------------------- | -------------- | ------------ | ------------------------- |
| 1      | 1       | Simona Halep         | 6.642             | 1.300             | 240                 | 5.582          | 4ª fase      | Serena Williams [16]      |
| 2      | 2       | Angelique Kerber     | 5.505             | 780               | 240                 | 4.965          | 4ª fase      | Danielle Collins          |
| 3      | 3       | Caroline Wozniacki   | 5.436             | 2.000             | 130                 | 3.566          | 3ª fase      | Maria Sharapova [30]      |
| 4      | 4       | Naomi Osaka          | 5.270             | 240               | 2.000               | 7.030          | Campeã       | –                         |
| 5      | 5       | Sloane Stephens      | 5.077             | 10                | 240                 | 5.307          | 4ª fase      | Anastasia Pavlyuchenkova  |
| 6      | 7       | Elina Svitolina      | 4.940             | 430               | 430                 | 4.940          | QF           | Naomi Osaka [4]           |
| 7      | 8       | Karolína Plíšková    | 4.750             | 430               | 780                 | 5.100          | SF           | Naomi Osaka [4]           |
| 8      | 6       | Petra Kvitová        | 5.000             | 10                | 1.300               | 6.290          | F            | Naomi Osaka [4]           |
| 9      | 9       | Kiki Bertens         | 4.490             | 130               | 70                  | 4.430          | 2ª fase      | Anastasia Pavlyuchenkova  |
| 10     | 10      | Daria Kasatkina      | 3.415             | 70                | 10                  | 3.355          | 1ª fase      | Timea Bacsinszky [PR]     |
| 11     | 11      | Aryna Sabalenka      | 3.365             | 10                | 130                 | 3.485          | 3ª fase      | Amanda Anisimova          |
| 12     | 14      | Elise Mertens        | 2.985             | 780               | 130                 | 2.335          | 3ª fase      | Madison Keys [17]         |
| 13     | 12      | Anastasija Sevastova | 3.160             | 70                | 240                 | 3.330          | 4ª fase      | Naomi Osaka [4]           |
| 14     | 13      | Julia Görges         | 3.055             | 70                | 10                  | 2.995          | 1ª fase      | Danielle Collins          |
| 15     | 15      | Ashleigh Barty       | 2.985             | 130               | 430                 | 3.285          | QF           | Petra Kvitová [8]         |
| 16     | 16      | Serena Williams      | 2.976             | 0                 | 430                 | 3.406          | QF           | Karolína Plíšková [7]     |
| 17     | 17      | Madison Keys         | 2.976             | 430               | 240                 | 2.786          | 4ª fase      | Elina Svitolina [6]       |
| 18     | 18      | Garbiñe Muguruza     | 2.865             | 70                | 240                 | 3.035          | 4ª fase      | Karolína Plíšková [7]     |
| 19     | 19      | Caroline Garcia      | 2.660             | 240               | 130                 | 2.550          | 3ª fase      | Danielle Collins          |
| 20     | 20      | Anett Kontaveit      | 2.525             | 240               | 70                  | 2.355          | 2ª fase      | Aliaksandra Sasnovich     |
| 21     | 21      | Wang Qiang           | 2.485             | 10                | 130                 | 2.605          | 3ª fase      | Anastasija Sevastova [13] |
| 22     | 22      | Jeļena Ostapenko     | 2.362             | 130               | 10                  | 2.242          | 1ª fase      | Maria Sakkari             |
| 23     | 23      | Carla Suárez Navarro | 2.153             | 430               | 70                  | 1.793          | 2ª fase      | Dayana Yastremska         |
| 24     | 24      | Lesia Tsurenko       | 1.896             | 70                | 70                  | 1.896          | 2ª fase      | Amanda Anisimova          |
| 25     | 26      | Mihaela Buzărnescu   | 1.700             | 10                | 10                  | 1.700          | 1ª fase      | Venus Williams            |
| 26     | 25      | Dominika Cibulková   | 1.735             | 10                | 10                  | 1.735          | 1ª fase      | Zhang Shuai               |
| 27     | 28      | Camila Giorgi        | 1.645             | 70                | 130                 | 1.705          | 3ª fase      | Karolína Plíšková [7]     |
| 28     | 27      | Hsieh Su-wei         | 1.680             | 240               | 130                 | 1.570          | 3ª fase      | Naomi Osaka [4]           |
| 29     | 29      | Donna Vekić          | 1.580             | 70                | 70                  | 1.580          | 2ª fase      | Kimberly Birrell [WC]     |
| 30     | 30      | Maria Sharapova      | 1.552             | 130               | 240                 | 1.662          | 4ª fase      | Ashleigh Barty [15]       |
| 31     | 32      | Petra Martić         | 1.465             | 240               | 130                 | 1.355          | 3ª fase      | Sloane Stephens [5]       |
| 32     | 34      | Barbora Strýcová     | 1.331             | 240               | 10                  | 1.101          | 1ª fase      | Yulia Putintseva          |

### Duplas
| Cabeça | Ranking | Equipe                | Equipe                 |
| ------ | ------- | --------------------- | ---------------------- |
| 1      | 7       | Oliver Marach         | Mate Pavić             |
| 2      | 10      | Juan Sebastián Cabal  | Robert Farah           |
| 3      | 14      | Jamie Murray          | Bruno Soares           |
| 4      | 15      | Bob Bryan             | Mike Bryan             |
| 5      | 23      | Pierre-Hugues Herbert | Nicolas Mahut          |
| 6      | 30      | Raven Klaasen         | Michael Venus          |
| 7      | 39      | Lukasz Kubot          | Horacio Zeballos       |
| 8      | 40      | Ben McLachlan         | Jan-Lennard Struff     |
| 9      | 44      | Jean-Julien Rojer     | Horia Tecau            |
| 10     | 46      | Dominic Inglot        | Franko Škugor          |
| 11     | 48      | Rajeev Ram            | Joe Salisbury          |
| 12     | 57      | Henri Kontinen        | John Peers             |
| 13     | 61      | Ivan Dodig            | Édouard Roger-Vasselin |
| 14     | 65      | Feliciano López       | Marc López             |
| 15     | 68      | Rohan Bopanna         | Divij Sharan           |
| 16     | 74      | Robin Haase           | Matwé Middelkoop       |

| Cabeça | Ranking | Equipe                | Equipe                      |
| ------ | ------- | --------------------- | --------------------------- |
| 1      | 1       | Barbora Krejčíková    | Kateřina Siniaková          |
| 2      | 2       | Tímea Babos           | Kristina Mladenovic         |
| 3      | 4       | Gabriela Dabrowski    | Xu Yifan                    |
| 4      | 6       | Nicole Melichar       | Kveta Peschke               |
| 5      | 7       | Andreja Klepač        | María José Martínez Sánchez |
| 6      | 12      | Lucie Hradecká        | Ekaterina Makarova          |
| 7      | 43      | Chan Hao-ching        | Latisha Chan                |
| 8      | 47      | Hsieh Su-wei          | Abigail Spears              |
| 9      | 49      | Raquel Atawo          | Katarina Srebotnik          |
| 10     | 51      | Irina-Camelia Begu    | Mihaela Buzărnescu          |
| 11     | 62      | Eri Hozumi            | Alicja Rosolska             |
| 12     | 63      | Anna-Lena Grönefeld   | Vania King                  |
| 13     | 72      | Kirsten Flipkens      | Johanna Larsson             |
| 14     | 73      | Miyu Kato             | Makoto Ninomiya             |
| 15     | 75      | Bethanie Mattek-Sands | Demi Schuurs                |
| 16     | 77      | Peng Shuai            | Yang Zhaoxuan               |

#### Mistas
| Cabeça | Ranking | Equipe              | Equipe               |
| ------ | ------- | ------------------- | -------------------- |
| 1      | 13      | Gabriela Dabrowski  | Mate Pavić           |
| 2      | 21      | Nicole Melichar     | Bruno Soares         |
| 3      | 22      | Barbora Krejčíková  | Rajeev Ram           |
| 4      | 29      | Mihaela Buzărnescu  | Oliver Marach        |
| 5      | 31      | Anna-Lena Grönefeld | Robert Farah         |
| 6      | 35      | Abigail Spears      | Juan Sebastián Cabal |
| 7      | 39      | Makoto Ninomiya     | Ben McLachlan        |
| 8      | 41      | Ekaterina Makarova  | Artem Sitak          |

## Convidados à chave principal

### Simples
| Masculino | Feminino |
| --- | --- |
| - Alex Bolt - James Duckworth - Jason Kubler - Li Zhe - Marc Polmans - Alexei Popyrin - Jack Sock - Jo-Wilfried Tsonga | - Destanee Aiava - Kimberly Birrell - Clara Burel - Zoe Hives - Priscilla Hon - Whitney Osuigwe - Peng Shuai - Ellen Perez |

### Duplas
| Masculinas | Femininas | Mistas |
| --- | --- | --- |
| - Alex Bolt / Marc Polmans - James Duckworth / Jordan Thompson - Blake Ellis / Alexei Popyrin - Gong Maoxin / Zhang Ze - Lleyton Hewitt / John-Patrick Smith - Nick Kyrgios / Matt Reid - Max Purcell / Luke Saville | - Destanee Aiava / Naiktha Bains - Alison Bai / Zoe Hives - Kimberly Birrell / Priscilla Hon - Lizette Cabrera / Jaimee Fourlis - Chang Kai-chen / Hsu Ching-wen - Ellen Perez / Arina Rodionova - Astra Sharma / Isabelle Wallace | - Monique Adamczak / Matt Reid - Priscilla Hon / Alexei Popyrin - Maddison Inglis / Jason Kubler - Jessica Moore / Andrew Whittington - Astra Sharma / John-Patrick Smith - Samantha Stosur / Leander Paes - Iga Świątek / Łukasz Kubot - Zhang Shuai / John Peers |

## Qualificados à chave principal
O qualificatório aconteceu no Melbourne Park entre 8 e 11 de janeiro de 2019.

### Simples
| Masculino | Feminino |
| --- | --- |
| 1. Tatsuma Ito 2. Christopher Eubanks 3. Bjorn Fratangelo 4. Daniel Evans 5. Henri Laaksonen 6. Prajnesh Gunneswaran 7. Gleb Sakharov 8. Stefano Travaglia 9. Rudolf Molleker 10. Thanasi Kokkinakis 11. Lloyd Harris 12. Luca Vanni 13. Mitchell Krueger 14. Viktor Troicki 15. Kamil Majchrzak 16. Miomir Kecmanović | 1. Astra Sharma 2. Misaki Doi 3. Viktorija Golubic 4. Bianca Andreescu 5. Karolína Muchová 6. Iga Świątek 7. Veronika Kudermetova 8. Anna Kalinskaya 9. Paula Badosa Gibert 10. Harriet Dart 11. Zhu Lin 12. Varvara Lepchenko 13. Jessika Ponchet 14. Ysaline Bonaventure 15. Natalia Vikhlyantseva 16. Beatriz Haddad Maia |

## Eliminações em simples

### Masculino
| Final                   | Final                    | Final                      | Final                   |
| ----------------------- | ------------------------ | -------------------------- | ----------------------- |
| Rafael Nadal [2]        |                          |                            |                         |
| Semifinais              |                          |                            |                         |
| Lucas Pouille [28]      | Lucas Pouille [28]       | Stefanos Tsitsipas [14]    | Stefanos Tsitsipas [14] |
| Quartas de final        |                          |                            |                         |
| Kei Nishikori [8]       | Milos Raonic [16]        | Roberto Bautista Agut [22] | Francis Tiafoe          |
| Quarta fase             |                          |                            |                         |
| Daniil Medvedev [15]    | Pablo Carreño Busta [23] | Alexander Zverev [4]       | Borna Ćorić [11]        |
| Marin Čilić [6]         | Roger Federer [3]        | Grigor Dimitrov [20]       | Tomáš Berdych           |
| Terceira fase           |                          |                            |                         |
| Denis Shapovalov [25]   | David Goffin [21]        | Fabio Fognini [12]         | João Sousa              |
| Alex Bolt (WC)          | Pierre-Hugues Herbert    | Filip Krajinović           | Alexei Popyrin (WC)     |
| Fernando Verdasco [26]  | Karen Khachanov [10]     | Nikoloz Basilashvili [19]  | Taylor Fritz            |
| Andreas Seppi           | Thomas Fabbiano          | Diego Schwartzman [18]     | Alex de Minaur [27]     |
| Segunda fase            |                          |                            |                         |
| Jo-Wilfried Tsonga (WC) | Taro Daniel              | Marius Copil               | Ryan Harrison           |
| Leonardo Mayer          | Ilya Ivashka             | Philipp Kohlschreiber [32] | Ivo Karlović            |
| Jérémy Chardy           | Gilles Simon [29]        | Chung Hyeon [24]           | Stan Wawrinka           |
| Márton Fucsovics        | Evgeny Donskoy           | Maximilian Marterer        | Dominic Thiem [7]       |
| Mackenzie McDonald      | Radu Albot               | John Millman               | Yoshihito Nishioka      |
| Viktor Troicki (Q)      | Stefano Travaglia (Q)    | Gaël Monfils [30]          | Daniel Evans (Q)        |
| Kevin Anderson [5]      | Jordan Thompson          | Pablo Cuevas               | Reilly Opelka           |
| Robin Haase             | Denis Kudla              | Henri Laaksonen (Q)        | Matthew Ebden           |
| Primeira fase           |                          |                            |                         |
| Mitchell Krueger (Q)    | Martin Kližan            | Thanasi Kokkinakis (Q)     | Pablo Andújar           |
| Christian Garín         | Marcel Granollers        | Jiří Veselý                | Lloyd Harris (Q)        |
| Jaume Munar             | Nicolás Jarry            | Malek Jaziri               | Luca Vanni (Q)          |
| Li Zhe (WC)             | Guido Pella              | Hubert Hurkacz             | Kamil Majchrzak (Q)     |
| Aljaž Bedene            | Ugo Humbert              | Jack Sock (WC)             | Bjorn Fratangelo (Q)    |
| Bradley Klahn           | Sam Querrey              | Ernests Gulbis             | Nick Kyrgios            |
| Steve Darcis (PR)       | Albert Ramos Viñolas     | Laslo Đere                 | Marco Cecchinato [17]   |
| Mikhail Kukushkin       | Gleb Sakharov (Q)        | Mischa Zverev              | Benoît Paire            |
| Bernard Tomic           | Andrey Rublev            | Michael Mmoh               | Miomir Kecmanović (Q)   |
| Andy Murray (PR)        | Federico Delbonis        | Tennys Sandgren            | Peter Gojowczyk         |
| Matteo Berrettini       | Roberto Carballés Baena  | Guido Andreozzi            | Christopher Eubanks (Q) |
| Damir Džumhur           | Cameron Norrie           | Tatsuma Ito (Q)            | Denis Istomin           |
| Adrian Mannarino        | Prajnesh Gunneswaran (Q) | Feliciano López            | Steve Johnson [31]      |
| Janko Tipsarević (PR)   | Dušan Lajović            | Jason Kubler (WC)          | John Isner [9]          |
| Kyle Edmund [13]        | Guillermo García López   | Marc Polmans (WC)          | Rudolf Molleker (Q)     |
| Pedro Sousa             | Mirza Bašić              | Jan-Lennard Struff         | James Duckworth (WC)    |

### Feminino
| Final                     | Final                    | Final                      | Final                    |
| ------------------------- | ------------------------ | -------------------------- | ------------------------ |
| Petra Kvitová [8]         |                          |                            |                          |
| Semifinais                |                          |                            |                          |
| Karolína Plíšková [7]     | Karolína Plíšková [7]    | Danielle Collins           | Danielle Collins         |
| Quartas de final          |                          |                            |                          |
| Serena Williams [16]      | Elina Svitolina [6]      | Ashleigh Barty [15]        | Anastasia Pavlyuchenkova |
| Quarta fase               |                          |                            |                          |
| Simona Halep [1]          | Garbiñe Muguruza [18]    | Anastasija Sevastova [13]  | Madison Keys [17]        |
| Amanda Anisimova          | Maria Sharapova [30]     | Sloane Stephens [5]        | Angelique Kerber [2]     |
| Terceira fase             |                          |                            |                          |
| Venus Williams            | Dayana Yastremska        | Timea Bacsinszky (PR)      | Camila Giorgi [27]       |
| Hsieh Su-wei [28]         | Wang Qiang [21]          | Elise Mertens [12]         | Zhang Shuai              |
| Belinda Bencic            | Aryna Sabalenka [11]     | Maria Sakkari              | Caroline Wozniacki [3]   |
| Petra Martić [31]         | Aliaksandra Sasnovich    | Caroline Garcia [19]       | Kimberly Birrell (WC)    |
| Segunda fase              |                          |                            |                          |
| Sofia Kenin               | Alizé Cornet             | Carla Suárez Navarro [23]  | Eugenie Bouchard         |
| Natalia Vikhlyantseva (Q) | Johanna Konta            | Iga Świątek (Q)            | Madison Brengle          |
| Tamara Zidanšek           | Laura Siegemund (PR)     | Aleksandra Krunić          | Bianca Andreescu (Q)     |
| Margarita Gasparyan       | Anastasia Potapova       | Kristýna Plíšková          | Viktória Kužmová         |
| Irina-Camelia Begu        | Yulia Putintseva         | Lesia Tsurenko [24]        | Katie Boulter            |
| Wang Yafan                | Astra Sharma (Q)         | Rebecca Peterson           | Johanna Larsson          |
| Tímea Babos               | Markéta Vondroušová      | Anett Kontaveit [20]       | Kiki Bertens [9]         |
| Sachia Vickery            | Zoe Hives (WC)           | Donna Vekić [29]           | Beatriz Haddad Maia (Q)  |
| Primeira fase             |                          |                            |                          |
| Kaia Kanepi               | Veronika Kudermetova (Q) | Lara Arruabarrena          | Mihaela Buzărnescu [25]  |
| Clara Burel (WC)          | Samantha Stosur          | Peng Shuai (WC)            | Tatjana Maria            |
| Daria Kasatkina [10]      | Varvara Lepchenko (Q)    | Ajla Tomljanović           | Zheng Saisai             |
| Dalila Jakupović          | Ana Bogdan               | Misaki Doi (Q)             | Karolína Muchová (Q)     |
| Magda Linette             | Daria Gavrilova          | Victoria Azarenka          | Stefanie Vögele          |
| Fiona Ferro               | Zarina Diyas             | Whitney Osuigwe (WC)       | Mona Barthel             |
| Anna Karolína Schmiedlová | Zhu Lin (Q)              | Pauline Parmentier         | Destanee Aiava (WC)      |
| Dominika Cibulková [26]   | Anna Blinkova            | Kateryna Kozlova           | Viktorija Golubic (Q)    |
| Magdaléna Rybáriková      | Andrea Petkovic          | Kateřina Siniaková         | Barbora Strýcová [32]    |
| Ekaterina Alexandrova     | Monica Niculescu         | Ekaterina Makarova         | Anna Kalinskaya (Q)      |
| Luksika Kumkhum           | Ellen Perez (WC)         | Priscilla Hon (WC)         | Jeļena Ostapenko [22]    |
| Harriet Dart (Q)          | Sorana Cîrstea           | Vera Lapko                 | Alison Van Uytvanck      |
| Taylor Townsend           | Ons Jabeur               | Evgeniya Rodina            | Heather Watson           |
| Sara Sorribes Tormo       | Kirsten Flipkens         | Monica Puig                | Alison Riske             |
| Julia Görges [14]         | Ysaline Bonaventure (Q)  | Bethanie Mattek-Sands (PR) | Jessika Ponchet (Q)      |
| Kristina Mladenovic       | Paula Badosa Gibert (Q)  | Bernarda Pera              | Polona Hercog            |

## Finais

### Profissional
| Categoria | Evento    | Campeã(s)(o/ões)                    | Vice-campeã(s)(o/ões)           | Resultado      | Chave(s)  | Chave(s)       |
| --------- | --------- | ----------------------------------- | ------------------------------- | -------------- | --------- | -------------- |
| Simples   | Masculino | Novak Djokovic                      | Rafael Nadal                    | 6–3, 6–2, 6–3  | principal | qualificatório |
| Simples   | Feminino  | Naomi Osaka                         | Petra Kvitová                   | 7–62, 5–7, 6–4 | principal | qualificatório |
| Duplas    | Masculino | Pierre-Hugues Herbert Nicolas Mahut | Henri Kontinen John Peers       | 6–4, 7–61      | principal | principal      |
| Duplas    | Feminino  | Samantha Stosur Zhang Shuai         | Tímea Babos Kristina Mladenovic | 6–3, 6–4       | principal | principal      |
| Duplas    | Misto     | Barbora Krejčíková Rajeev Ram       | Astra Sharma John-Patrick Smith | 7–63, 6–1      | principal | principal      |

### Juvenil
| Categoria | Evento    | Campeã(s)(o/ões)               | Vice-campeã(s)(o/ões)       | Resultado            | Chave(s)  | Chave(s)       |
| --------- | --------- | ------------------------------ | --------------------------- | -------------------- | --------- | -------------- |
| Simples   | Masculino | Lorenzo Musetti                | Emilio Nava                 | 4–6, 6–2, 7–6(14–12) | principal | qualificatório |
| Simples   | Feminino  | Clara Tauson                   | Leylah Annie Fernandez      | 6–4, 6–3             | principal | qualificatório |
| Duplas    | Masculino | Jonáš Forejtek Dalibor Svrčina | Cannon Kingsley Emilio Nava | 7–65, 6–4            | principal | principal      |
| Duplas    | Feminino  | Natsumi Kawaguchi Adrienn Nagy | Chloe Beck Emma Navarro     | 6–4, 6–4             | principal | principal      |

### Cadeirante
| Categoria | Evento       | Campeã(s)(o/ões)              | Vice-campeã(s)(o/ões)            | Resultado          | Chave     |
| --------- | ------------ | ----------------------------- | -------------------------------- | ------------------ | --------- |
| Simples   | Masculino    | Gustavo Fernández             | Stefan Olsson                    | 7–5, 6–3           | principal |
| Simples   | Feminino     | Diede de Groot                | Yui Kamiji                       | 6–0, 6–2           | principal |
| Simples   | Tetraplégico | Dylan Alcott                  | David Wagner                     | 6–4, 7–62          | principal |
| Duplas    | Masculino    | Joachim Gérard Stefan Olsson  | Stéphane Houdet Ben Weekes       | 6–3, 6–2           | principal |
| Duplas    | Feminino     | Diede de Groot Aniek van Koot | Marjolein Buis Sabine Ellerbrock | 5–7, 7–64, [10–8]  | principal |
| Duplas    | Tetraplégico | Dylan Alcott Heath Davidson   | Andy Lapthorne David Wagner      | 6–3, 66–7, [12–10] | principal |

### Outros eventos
| Categoria        | Evento    | Campeã(s)(o/ões)                                                     | Vice-campeã(s)(o/ões)                                                | Resultado                                                            | Chave     |           |
| ---------------- | --------- | -------------------------------------------------------------------- | -------------------------------------------------------------------- | -------------------------------------------------------------------- | --------- | --------- |
| Duplas lendárias | Masculino | Mansour Bahrami Mark Philippoussis                                   | Jonas Björkman Thomas Johansson                                      | 4–3(5–3), 4–2                                                        | principal | principal |
| Duplas lendárias | Feminino  | Evento sem final ou campeãs. Aconteceram apenas alguns jogos avulsos | Evento sem final ou campeãs. Aconteceram apenas alguns jogos avulsos | Evento sem final ou campeãs. Aconteceram apenas alguns jogos avulsos | principal | principal |